# Sterdyń Poduchowna
Sterdyń Poduchowna – część wsi Sterdyń w Polsce, położona w województwie mazowieckim, w powiecie sokołowskim, w gminie Sterdyń.
Dawniej odrębna wieś i gromada.